# Filmoteca Española
Filmoteca Española (dříve Filmoteca Nacional) je organizace španělského ministerstva kultury začleněná do Instituto de la Cinematografía y de las Artes Audiovisuales. Instituce vznikla v roce 1953 za účelem ukládání filmů, jejich konzervaci, restaurování, digitalizaci a propagaci.
Hlavní poslání je tedy obstarávání vlastní sbírky filmů, která čítá  40 000 již katalogizovaných a 12 000 předkatalogizovaných titulů.
Filmotéka sídlí v Madridu v Paláci markýze Peralského, k veřejné činnosti užívá kino Cine Doré. Ve španělském filmovém archivnictí hraje tato filmotéka důležitou úlohu, nicméně jednotlivé autonomie si zřizují víceméně nezávislé filmotéky.